# Edilberto K. Tiempo
Edilberto Kaindong Tiempo (1913 – septembrie 1996) a fost un scriitor și profesor filipinez.